# 이영부 (1487년)
이영부(李英符, 1487년 8월 26일 ~ 1523년 6월 18일)는 조선시대 중기의 문신으로 자(字)는 응서(應瑞), 본관은 광주(廣州)이다. 한성부 출신
1510년(중종 5년) 진사시에 합격하고 1513년 중종이 친히 낸 책시에 1등하였으며 1513년 식년문과에 갑과 2등으로 급제했다. 이후 종부시직장, 형조좌랑이 되었으며 소격서 혁파, 소격서 부활 반대를 상소하였다. 1519년 현량과 폐지를 반대했으며, 다른 공론에 반대했다는 것과 안당 임명 반대에 참여하지 않았다는 이유로 파직되었다가 후에 서용되었다.1520년 중종이 지방관 후보자로 추천하고 1521년 사헌부지평이 되었으나 사헌부의 반대로 체직됐다. 1522년 사헌부 지평이 되고 23년 사헌부 장령, 그해 세자시강원 문학으로 재직 중 사망했다.

## 생애
한성부 출신으로, 그의 조부 이극견이 자신의 처가가 있는 전라북도 옥구군 임피현(臨陂) 유촌(柳村)에 내려가 은거, 정착하였다. 그러나 사마방목, 국조방목에는 모두 그의 거주지가 한성부(京)으로 되어 있다. 증조부는 황해도관찰사 이예손(李禮孫)이고 할아버지는 통례원좌통례 이극견(李克堅)이고, 아버지는 장단부사를 지내고 증 이조참의에 추증된 이반(李攀)이며, 어머니는 송희열(宋希烈)의 딸이다. 둔촌 이집의 5대손이다. 우의정 이인손(李仁孫)은 그의 종증조부였다. 친우로는 그를 형처럼 따르던 호음 정사룡(鄭士龍)이 있다. 정사룡은 그의 인물됨을 '어려서부터 재주가 뛰어나서 문장(文章)으로 동배들을 굴복시켰다' 한다.
1510년(중종 5년) 식년시(式年試) 진사시에 3등(三等) 26위로 합격하여 진사가 되었다. 1513년(중종 8년) 중종이 전정(殿庭)에서 유생(儒生)을 직접 책시(策試)하여 시취할 때 1등하여 《춘추(春秋)》한 질을 하사받았다. 1516년(중종 11) 진사로 식년문과(式年文科)에 갑과(甲科) 2등으로 급제, 종부시 직장(宗簿寺直長)이 되었다.
1518년(중종 13) 형조좌랑으로 재직 중 춘추관을 겸직했으며, 향방을 모른다는 이유로 사헌부의 논핵을 받았으나 임금이 승인하지 않았다. 이어 이조 정랑 김구(金絿) 이청(李淸), 호조 정랑 신명희(申命羲) 등과 합동으로 소격서 혁파와 대간 해임의 부당함을 간하였다. 1519년 사헌부지평에 임명되자, 사직을 청하였으나 중종이 이를 반려하였다.
1519년(중종 14) 사헌부 지평으로 재직 중 현량과(賢良科) 폐지 의견이 제시되자 그 불가함을 거론하였다. 그는 '이 과거가 비록 불공평하다고는 하지만 만약 파하면 그 사람들은 종신토록 금고를 당하는 것이니 어찌 쓸만한 사람까지 다 버릴 것인가!'라고 하여 현량과 폐지에 적극 반대하고 사직을 요청했으나 거절당했다. 다시 지평(持平) 오준(吳準)과 함께 현량과 폐지에 대해 대간과 뜻이 맞지 않는다며 사직을 청했으나 중종이 반려하였다. 이 과정에서 같은 사헌부의 집의(執義) 유관(柳灌) 등과 이견이 생겼다.
1519년(중종 14) 정조(政曹) 정랑에 제수되었다가 사간원이 좌의정 안당을 탄핵하면서 그도 대풍(臺風)을 손상하고 공론을 저지했다는 이유로 사간원의 파직 탄핵을 받았으나, 중종이 이를 거절하고 체직으로 처리하였다. 이어 사간원 사간(司諫) 남세준(南世準)의 탄핵을 받았으나 중종이 이를 거절하였다.
1519년 안당이 정승이 되자 반대여론에 참여하지 않았다는 이유로 파직당한다. 양사에서 안당이 인망에 맞지 않았는데 임명됐다며 오준(吳準)·이영부(李英符) 등만이 피하고 논하지 않았다는 이유로 계청하여 결국 파직되었다.
1520년(중종 15) 중종이 그를 서용하려 하자 유관(柳灌)이 그가 안당을 두려워하여 의기(疑忌)해서 감히 이의(異議)를 세웠다며 서용을 반대하였다. 중종은 그를 지방관 후보자로 우선적으로 쓰라며 추천하였다. 1521년(중종 16) 사헌부 지평에 제수되었다. 그러자 사헌부에서 이 사람은 언관(言官)에 합당하지 못하다고 탄핵하여 체직되었다. 그해 11월 사간원 헌납에 제수되었다. 그러나 사헌부의 반대로 곧 체직되었다. 1522년 7월 22일 다시 사헌부지평에 제수되었다. 그해 12월 6일 다시 사헌부 지평에 재임명되었다. 그해 대사헌 조순(趙舜), 대사간 유여림(兪汝霖), 사간 유중익(兪仲翼), 집의 윤인경(尹仁鏡) 등과 함께 소격서 부활의 불가함을 아뢰 었으나 중종이 이를 반려하였다. 1523년 다시 사헌부 장령에 제수되었다.
1523년 5월에는 남곤이 장령 이영부(李英符)·정언 최극성(崔克成)이 남세환(南世煥)·신희정(辛熙貞)의 일을 아뢰고, 이영부는 또 성희문(成希文)·강의(康顗)의 일을 중종에게 아뢰자 중종은 남세환, 성희문만 체직시키고 나머지는 윤허를 거절하였다. 6월 김극핍이 사간원을 논박해 체직시킨 일에 참여하지 못했다며 장령(掌令) 이영부(李英符), 심사손(沈思遜)·지평(持平) 박수량(朴守良) 등과 스스로 체직을 청하자 중종이 받아들여 전원 체직되었다.
정사룡은 그에 대해 '군은 나하고 막역한 친분이 있었으므로 처음에는 형으로 섬기고 중간에는 어깨를 나란히 하다가 끝에 가서는 앞서지 못하였는데, 너무나 군의 마음과 행동을 잘 알고 있다. 군의 성격은 단정하고 무게가 있어서 일에 닥치면 함부로 넘기지 아니하고 반드시 잘 분별하고야 말았는데, 형관(刑官)이 되었을 때는 명백하고 자세하고 조심성 있게 하여 한결같이 고르게 용서하였으며, 대관(臺官)이 되었을 때는 논의를 굳세고 올바르게 해서 풍채를 지키기에 힘썼고, 춘방(春坊)에 있을 때는 강론(講論)함이 절실함으로 듣는 사람이 특이하게 여겼다.' 하였다.
그밖에 종부시(宗簿寺), 봉상시(奉常寺) 첨정을 역임했다. 1523년 6월 18일 세자시강원 문학으로 재직 중 죽었다.

### 사후
1523년(중종 18) 6월 19일 세자(후일의 인종)가 그의 죽음을 알리자 중종이 특명으로 그의 부의를 보냈다. '홍문관의 관원이라면 전례상 별치(別置)된 부의(賻儀)가 있지만, 시강원은 없다. 아무리 고례(古例)는 없더라도 즉시 마련해서 부의하라.' 하였다. 세자가 '서연관(書筵官)이 죽었는데 조상(弔喪)의 예(禮)가 있지 않습니까?' 하자 중종은 '만일 사부(師傅)나 빈객(賓客)이라면 그래야 되겠지만, 서연관의 죽음에는 조상할 수 없다.' 하면서도 '그러나 다만 치부하는 일은 또한 좋은 뜻이기 때문에 정원(政院)으로 하여금 경연관(經筵官)의 예로 치부'하게 하였다.
묘소는 전라북도 옥구군 임피면 축산리 오성산(鷲城山), 후일의 군산시 임피면 축산리 155-1번지, 오성산에 할아버지 이극견, 아버지 이반의 묘소 근처에 안장되었다. 묘비문은 호음 정사룡이 지었으며, 제목은 '有明朝鮮國朝散大夫守司憲府掌令兼春秋館編修官，校書館校理李君墓誌銘 幷序'이다. 그의 묘소의 석물 등은 2009년에 아버지 이반, 할아버지 이극견 등의 석물과 같이 발견됐는데, 문관석(8기)과 망주석(2기), 묘비석(2기) 등 석물 12기이다. 이는 향토문화유산으로 지정되었다.
국조인물고(國朝人物考) 45권 기묘당적인(己卯黨籍人) 편, 기묘록 보유 하권(己卯錄補遺 卷下)에 수록되었고 1909년(융희 3) 안종화(安鍾和)가 쓴 국조인물지(國朝人物志) 1권 중종조 편에도 수록되었다.
1553년에 부인 용인이씨가 죽자 양곡 소세양(蘇世讓)이 특별히 영인이씨묘갈명(令人李氏墓碣銘 幷序)을 지었고, 소고 박승임(朴承任)이 영인이씨묘지명(令人李氏墓誌銘)을 지었다. 소세양이 쓴 묘갈명은 소세앙의 문집 양곡집(陽谷集)에 있고 묘지명은 소고집(嘯皐集)에 있다.

## 가족 관계
- 부인 : 용인이씨(龍仁李氏, 1491년 1월 14일 ~ 1553년 11월)
  - 아들 : 이수경(李首慶)
  - 아들 : 이중경(李重慶)
  - 며느리 : 무송윤씨, 숭정대부 공호공 윤사익(尹思翼)의 딸, 세종때의 좌의정 허조(許稠)의 외손녀, 이중경의 전처
  - 며느리 : 파평윤씨, 윤강의 딸, 윤원형, 윤원로의 형이자 문정왕후]의 큰오빠 윤원개의 손녀, 이중경의 후처
  - 아들 : 이복경(李復慶), 일찍 사망

## 기타
그의 부인 이씨는 동국여지지 1권 한성부편에 수록되었다. 동국여지지에 의하면 그의 부인 이씨는 "《효경(孝經)》, 《소학(小學)》, 《열녀전(列女傳)》에 통달하고 여자가 해야 할 일에 능숙하였으며, 효성과 우애를 타고났고 정성으로 제사를 받들었으며, 무당을 찾거나 귀신에게 제사하는 일을 한 번도 한 적이 없다. 형제와 친족 중에 궁핍한 자가 있으면 그들을 도와주면서도 오직 미치지 못할까 걱정하였다(通《孝經》、《小學》、《列女傳》，精於女工，孝友天至，奉祭以誠，未嘗一作巫覡淫祀事。兄弟族親有窮乏，賙之惟恐不及)" 한다. 또한 "집안 살림살이가 비록 곤궁하지는 않더라도 여유 있는 저축은 없었는데 항상 말하기를 “몸이 주리고 추위에 떨지 않으면 되는 것이지 어찌 반드시 많이 쌓아 두고 살아야 하겠는가.”라고 하였다. 두 아들인 이수경(李首慶)과 이중경(李重慶)이 모두 과거에 급제하여 높은 벼슬을 하였는데, 일찍이 온양(溫陽) 임지에 부임하는 아들을 따라가서 관직에 임하는 태도를 신칙하고 권면하였다. 부인은 진귀하고 맛있는 음식을 좋아하지 않아서 더러 올린 음식이 지나치게 풍성하면 그때마다 물리치고 먹지 않으면서 말하기를 "백성들의 힘에서 나왔을까 걱정된다." 하니, 온양 백성들이 그 일을 듣고 덕에 감읍하여 맹모(孟母)라고 칭송하였다(居家雖不困匱，亦無遺儲，常曰："身不至飢寒可也，豈必多積哉？" 二子首慶、重慶，皆登第顯官。嘗隨子赴溫陽任所，勉飭莅官。不喜珍厚之味，或供進過豐，則輒却不食，曰："恐出民力" 溫民聞之感德，稱爲孟母)" 한다.